# Schloss Opočno

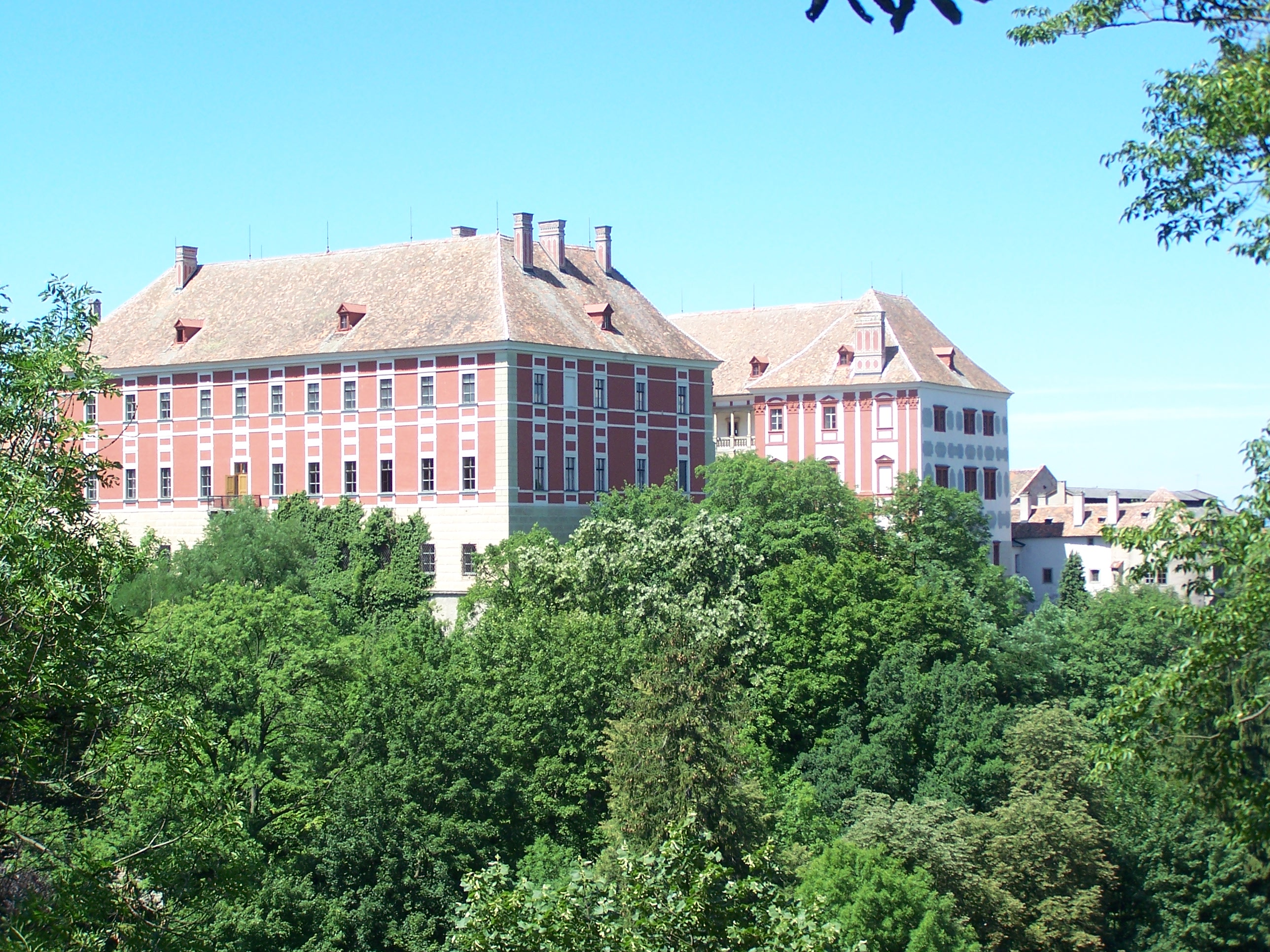
Schloss Opočno

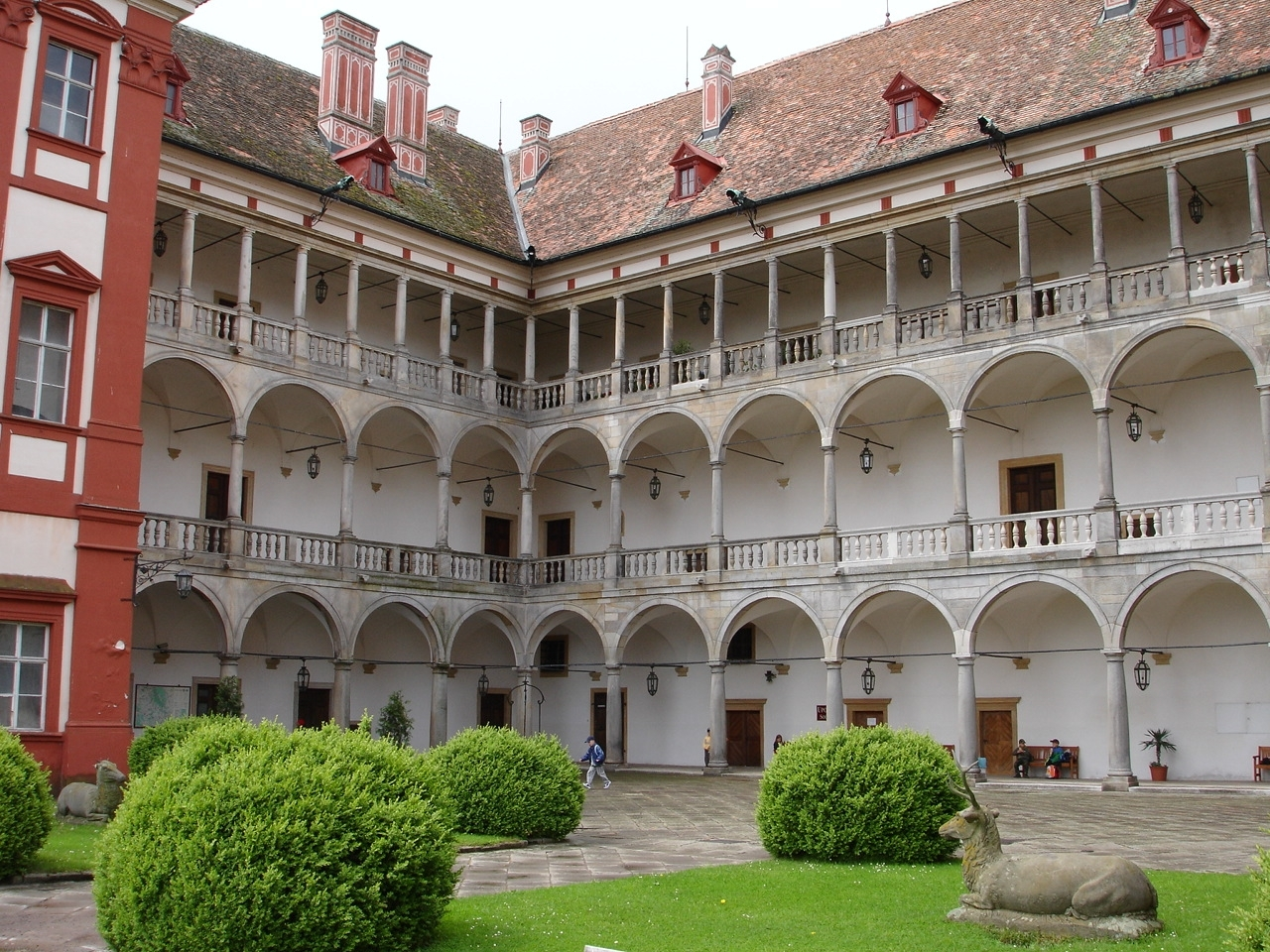
Innenhof mit Renaissance-Arkaden

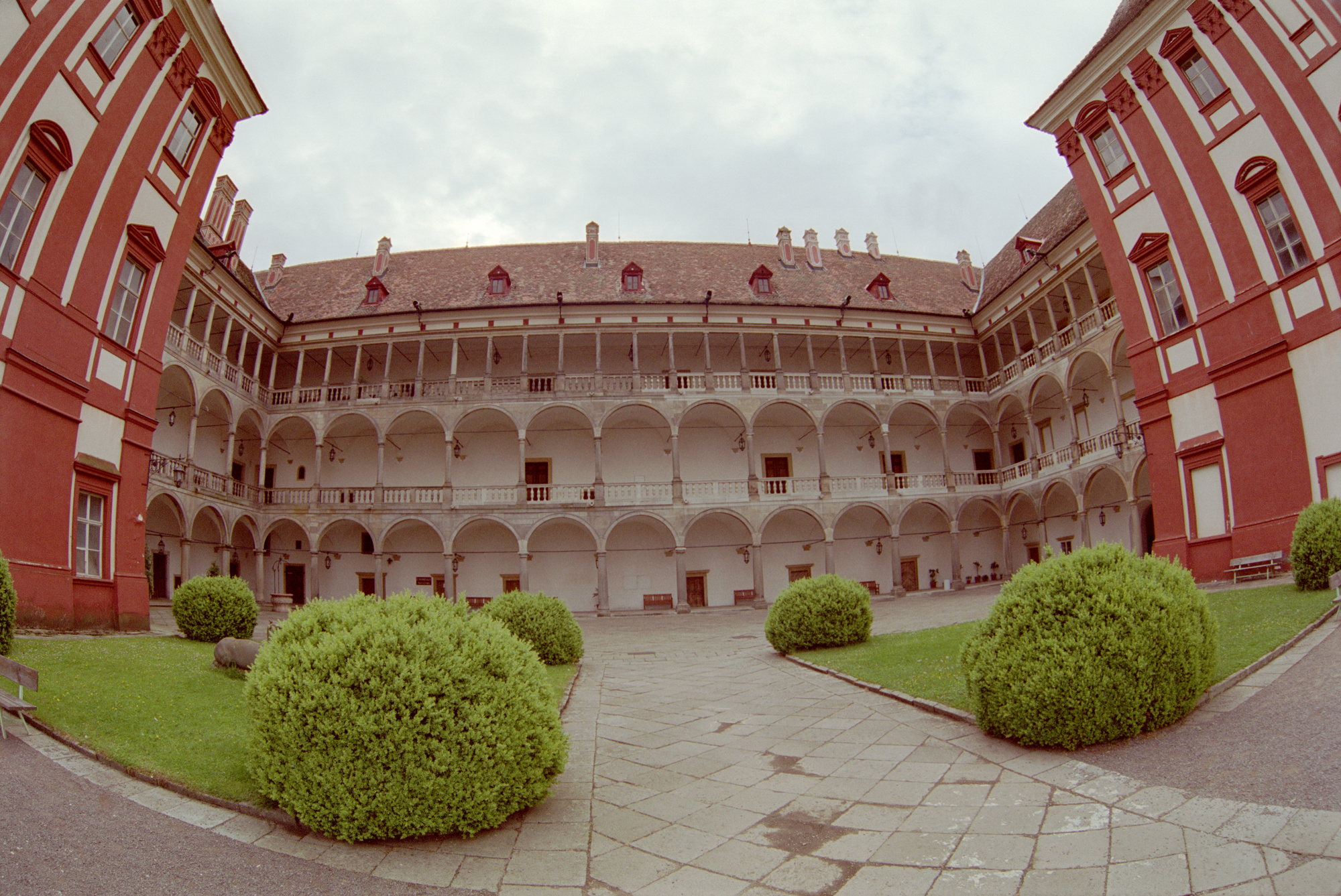
Im Innenhof des Schlosses

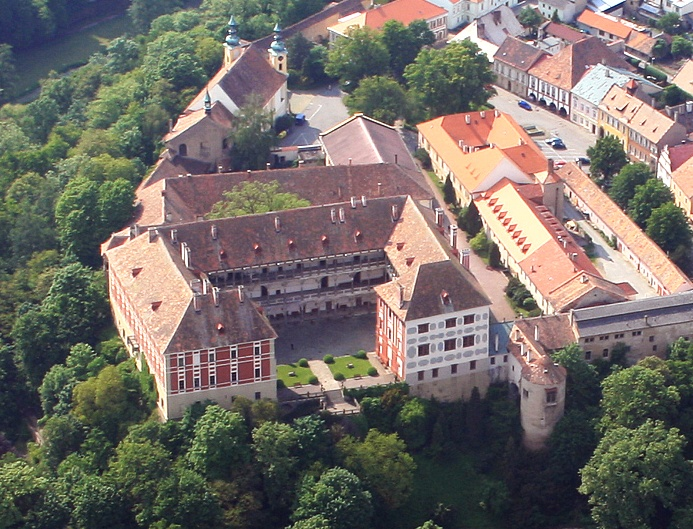
Luftaufnahme

Das Schloss Opočno (deutsch Opotschno) liegt in der gleichnamigen Stadt Opočno in Ostböhmen in der Königgrätzer Region in Tschechien[[.]]

## Geschichte
An der Stelle des heutigen Schlosses stand ursprünglich eine Přemyslidenburg, die zum königlichen Burgensystem gehörte. Sie wird in der Chronik des Cosmas von Prag für das Jahr 1068 erwähnt. Seit der Mitte des 14. Jahrhunderts gehörte sie zum altböhmischen Königgrätzer Kreis gelangte damals an Sezema von Dobruška, bei dessen Nachkommen sie bis 1425 verblieb als sie von den Hussiten erobert wurde.
Seit 1495 gehörte die damalige Burg Opočno den Herren Trčka von Leipa, die 1562 in den böhmischen Herrenstand aufgenommen wurden. Wilhelm Trčka von Leipa errichtete 1560–1569 an der Stelle der Burg ein dreiflügeliges Renaissanceschloss. Nach dem Tod seines Vetters Christoph (Kryštof) Jaroslav Trčka von Lípa 1601 erbte Jan Rudolf Trčka von Lípa die Herrschaft. Im August 1627 fand hier die Hochzeit seines Sohnes Adam Erdmann Trčka von Lípa mit Maximiliane, Tochter des Kaiserlichen Rates Graf Karl von Harrach, statt, wodurch Adam zum Schwager Wallensteins wurde, der mit Maximilianes Schwester Isabella verheiratet war. Dadurch geriet Wallenstein unter den Einfluss der Familie Trčka, die trotz erheblicher Bereicherung durch beschlagnahmte Emigrantengüter mit den Anführern der böhmischen Exulanten konspirierte, zu denen der Schwager Wilhelm Kinsky gehörte. Nach der Ermordung Wallensteins, Kinskys und Adam Erdmann Trčkas 1634 in Eger und dem baldigen Tod von dessen Vater wurde Opočno von Kaiser Ferdinand II. konfisziert. Dieser verkaufte die Herrschaft Opočno für 16000 Golddukaten an dem kaisertreuen General Rudolf von Colloredo.
Nach einem großen Brand Ende des 17. Jahrhunderts nahm die Familie Colloredo einige Veränderungen im Barockstil am Schloss vor, wobei der Kern des Renaissanceschlosses erhalten blieb. Die Umbauarbeiten leitete Giovanni Battista Alliprandi. 1775 kamen Schloss und Herrschaft an Fürst Rudolph Joseph von Colloredo. Seine Nachfahren, die Fürsten von Colloredo-Mansfeld, nahmen im 18. und 19. Jahrhundert wichtige Positionen in der habsburgischen Diplomatie und im Militär ein. Das Schloss wurde im Zweiten Weltkrieg (1939–1945) von den Nationalsozialisten beschlagnahmt. Durch die entschädigungslosen Enteignung des Fürsten Josef II. (1866–1957) im Zuge der Beneš-Dekrete durch die Tschechoslowakei 1945 verloren die Colloredo-Mansfelds das Eigentum am Schloss. Nach der Samtenen Revolution erhielten 2002 seine Großnichte Kristina und sein Großneffe Hieronymus Colloredo-Mansfeld neben Schloss Dobříš auch den Grundbesitz des vormaligen Majorats Opočno zunächst zurückübertragen. Sie teilten die Besitzungen auf und Kristina übernahm Opočno, musste jedoch nach einem Aufsehen erregenden Urteil des Verfassungsgerichtes das Schloss wieder an den Staat zurückgeben, während sie die Ländereien behalten konnte. Über das Inventar ist noch ein Rechtsstreit anhängig. Am 19. Mai 2020 wurde eine Entscheidung des Verfassungsgerichtshofs publik, dass das Eigentum am Schloss beim tschechischen Staat bleibt.

## Sehenswürdigkeiten

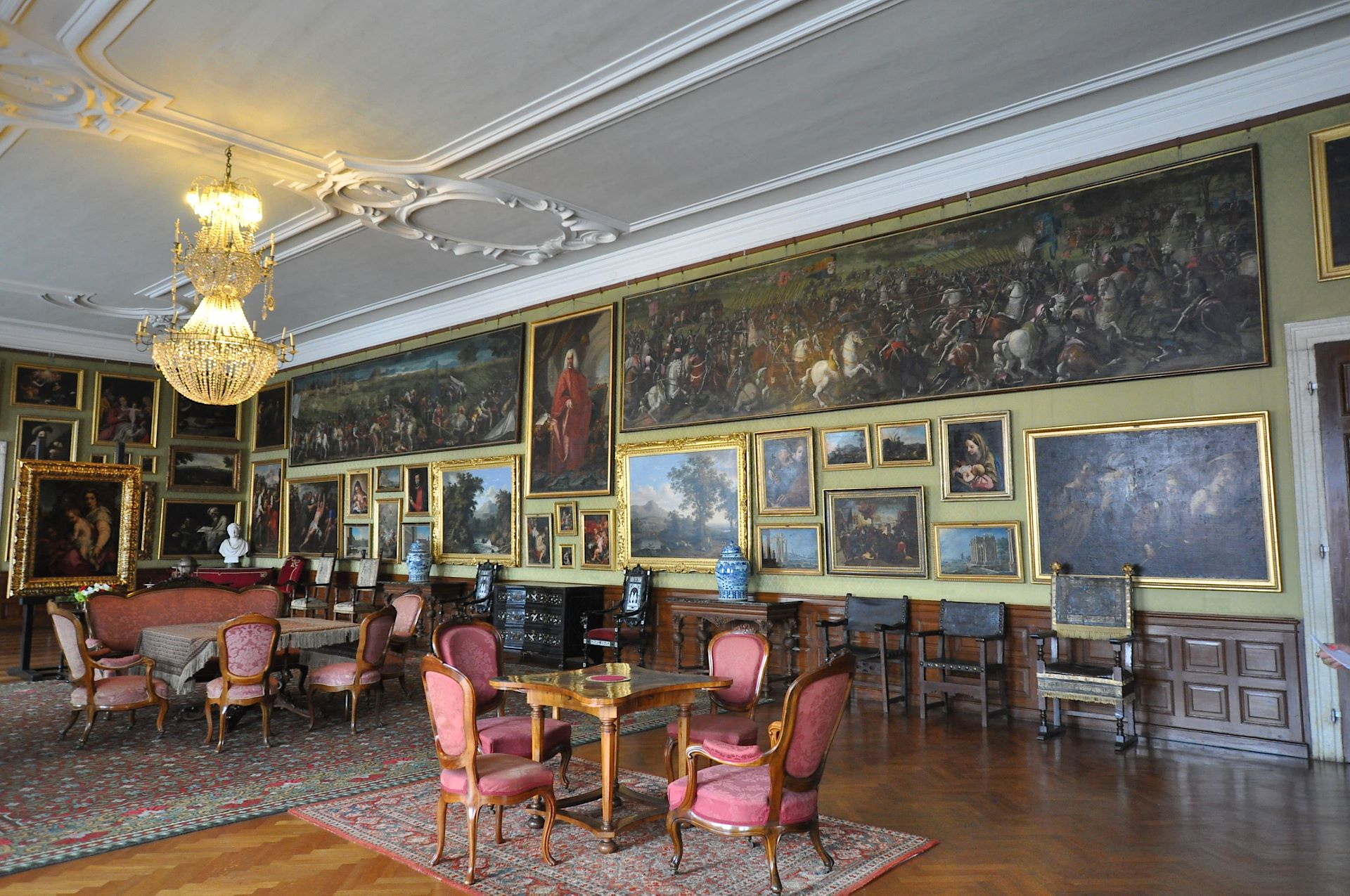
Salon mit Gemälden

Das Schloss beherbergt eine Galerie mit italienischen Gemälden aus dem 16. bis 18. Jahrhundert sowie eine kostbare Schlossbibliothek. Sehenswert ist auch der Rittersaal, in dem wertvolle Rüstungen und historische Waffen ausgestellt werden. Im Repräsentationssalon sind Porträts der Familienmitglieder der Schlossbesitzer zu sehen. Sammlungen aus Afrika und Amerika runden die Ausstellung ab. Zu der Sammlung, deren Wert das Denkmalschutzamt auf über eine Milliarde Kronen, rund 35 Millionen Euro, einschätzt, gehören unter anderem eine künstlerisch wertvolle Kutsche.

## Historische Bedeutung
Während der Befreiungskriege fanden nach Vorgesprächen auf dem unweit gelegenen Schloss Ratibořice vom 10. bis 23. Juni 1813 politische Geheimverhandlungen auf dem Schloss Opočno statt. Mit ihnen sollte Österreich in ein Bündnis gegen Napoleon eingebunden werden. Teilnehmer waren Zar Alexander I. von Russland, der österreichische Kanzler Metternich, der preußische Staatskanzler Hardenberg und zeitweise auch König Friedrich Wilhelm III. Nach dem erfolgreichen Abschluss der Verhandlungen kam es am 27. Juni 1813 im schlesischen Reichenbach zu der Konvention von Reichenbach und den Allianzverträgen von Teplitz.

## Aktuelles
Die Adelsfamilie verklagte im Jahre 2007 den Tschechischen Staat im Rahmen einer Restitutionsklage auf Herausgabe der Kunstsammlung aus dem Renaissanceschloss im ostböhmischen Opočno. Ein Gerichtsentscheid des Kreisgerichts von Hradec Králové (Königgrätz) im Oktober 2007 lehnte dies jedoch in einem Berufungsverfahren erneut ab; die Familie Colloredo-Mansfeld beabsichtigte im weiteren Verlauf das Oberste Gericht der Tschechischen Republik anzurufen.